# ميخائيل برانسويجك
ميخائيل برانسويجك (بالهولندية: Michael Brunswijk)‏ هو لاعب كرة قدم هولندي في مركز الدفاع، ولد في 2 مايو 1979 في روتردام في هولندا. لعب مع توب أوس.